# Президентские выборы в Южной Корее (2002)
Президентские выборы 2002 года в Южной Корее были 16-ми по счёту президентскими выборами и состоялись 19 декабря.
Кандидатом в президенты от либеральной «Демократической партии» был выдвинут Но Му Хён, которого Ким Дэ Чжун начал продвигать к вершинам корейского политического Олимпа ещё в 2000—2001 годах, от консервативной «Партии великой страны» — Ли Хве Чхан. Лейтмотивом президентской кампании были проблемы коррупции в высших эшелонах власти, внешняя политики и объединение Кореи. Эти выборы наглядно продемонстрировали новую тенденцию в предпочтениях избирателей: снижение регионального раскола и одновременное увеличения раскола демографического. Так, Но Му Хён был ярким представителем молодого поколения политиков левого толка и пользовался репутацией стойкого поборника демократии и социальной справедливости. С другой стороны, в «Партии великой страны» подавляющее большинство составляли представители старшего поколения политиков, которые зачастую начинали свою карьеру в годы авторитарного правления. Социологические опросы показали, что молодые избиратели (от 20 до 40 лет) в большинстве своем отдало свои голоса за Но Му Хёна, тогда как за Ли Хве Чхана голосовали в основном представители старшего поколения.
Кроме того, Ли Хве Чхан в 1996 году был замешан в скандале, связанном с получением взяток от руководителей концерна «KIA Моторс» за предоставление кредитов, которые на время спасли компанию от банкротства, что нанесло ущерб финансовой системе страны. В ходе теледебатов, состоявшихся за неделю до выборов, Но Му Хён обвинил Ли Хве Чхана в коррупции и заявил, что в случае его победы с коррупцией будет покончено и поддержка чеболей навсегда останется в прошлом. В вопросе объединения Кореи соперники также придерживались противоположных позиций: Но Му Хён настаивал на необходимости продолжения «политики солнечного тепла», которую начал Ким Дэ Чжун, а Ли Хве Чхан считал, что в отношениях с Северной Кореей нельзя идти ни на какие уступки. В отношении внешней политики страны Ли Хве Чхан занимал в целом проамериканскую позицию, в то время как Но Му Хён выступал за большую самостоятельность Южной Кореи во внешней политике и развитие отношений со всеми странам региона, в том числе с Китаем и Россией.
Победу на выборах одержал Но Му Хён, набрав 48,9 % голосов избирателей, но Ли Хве Чхан отстал лишь на 2,11 %, получив 46,58 % голосов (разница составила 590 тысяч голосов). Явка на этих выборах была ниже, чем в предыдущие годы, — 70,8 %.

## Результаты выборов
| Кандидат                                            | Партия                                              | Число поданных голосов | %       | %      |
| --------------------------------------------------- | --------------------------------------------------- | ---------------------- | ------- | ------ |
| Но Му Хён                                           | Демократическая партия                              | 12 014 277             | 48,91 % |        |
| Ли Хве Чхан                                         | Ханнара                                             | 11 443 297             | 46,58 % |        |
| Квон Ён Гиль                                        | Демократическая лейбористская партия                | 957 148                | 3,90 %  | 3,90 % |
| Ли Хан Дон                                          | Союз единого народа                                 | 74 027                 | 0,3 %   | 0,3 %  |
| Ким Гиль Су                                         | Партия защитников отечества                         | 51 104                 | 0,2 %   | 0,2 %  |
| Ким Ён Гю                                           | Социалистическая партия                             | 22 063                 | 0,1 %   | 0,1 %  |
| Чан Се Дон                                          | Независимый                                         | Снят с выборов         | -       | -      |
| Испорченных бюллетеней                              | Испорченных бюллетеней                              | 223 047                | 0,6 %   | 0,6 %  |
| (ТВсего избирателей: 34 991 529, явка:70,8 %) Всего | (ТВсего избирателей: 34 991 529, явка:70,8 %) Всего | 24 784 963             | 100 %   | 100 %  |